# Bildungsgeschichte Dieburgs
Nach frühesten Aufzeichnungen über Dieburg als Schulstadt des 15./16. Jahrhunderts unterrichteten drei Volksschullehrer die Knaben überwiegend im Fach Religion. 
Kurzzeitig nach dem Dreißigjährigen Krieg unterhielten die Kapuziner eine Lateinschule.
Zu Anfang des 17. Jahrhunderts stellte man einen zweiten Lehrer ein. 1715 wurde in der heutigen Pfarrgasse Nr. 2 ein zweiklassiges Schulgebäude errichtet. Ein Klassenraum für die „Unterklasse“ – die jüngeren Jahrgänge – und einen für die älteren Jahrgänge, die „Oberklasse“. Später wurden die Klassen nach Geschlechtern getrennt.
1816 zog die Schule in die umgebaute Kirche des Heiligen-Geist-Hospitals, heute Ecke Altstadt/Spitalstraße. Im Parterre befanden sich die Klassenräume, im Obergeschoss die Wohnungen der Lehrer. Bis in die Mitte des 19. Jahrhunderts lag die Schulaufsicht bei den Religionsgemeinschaften. In Dieburg gab es eine katholische Konfessionschule. Die vermögenden evangelischen Familien unterhielten Hauslehrer. Die unbemittelten Eltern schickten ihre Kinder in die katholische Schule. 

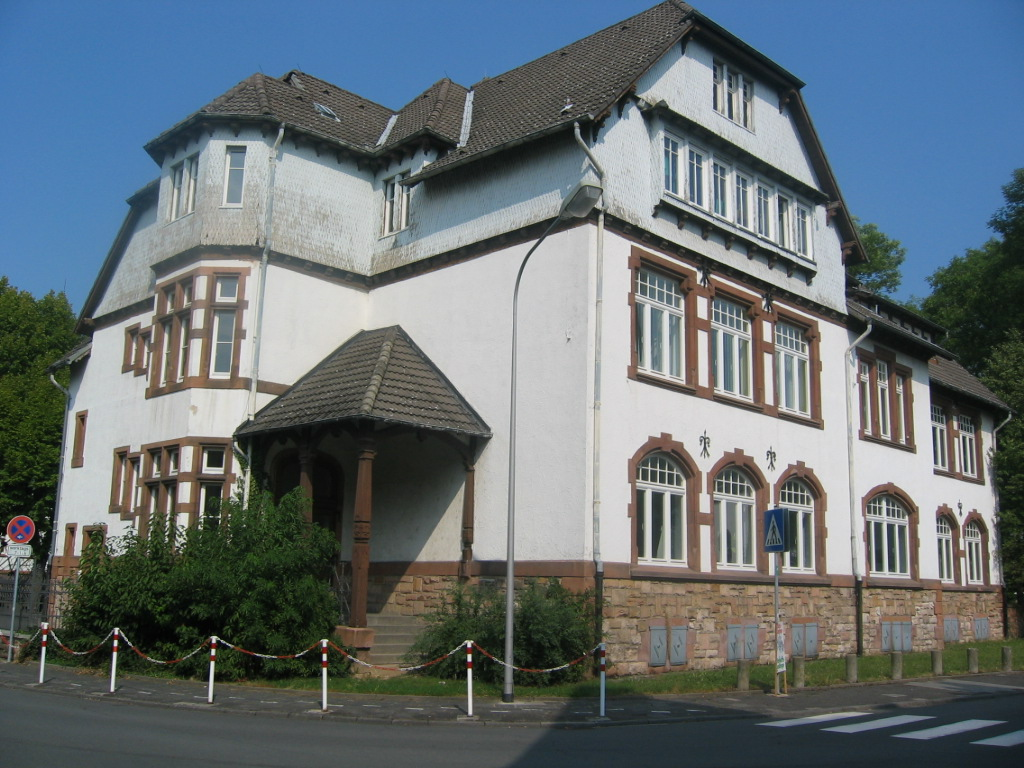
Knabenschulhaus (Marienschule) in der Marienstraße

 Von der Mitte des 19. Jahrhunderts bis 1910 gab es eine öffentliche evangelische Schule in den Räumen der Marienschule. Im Jahre 1832 wurden die Schulen der Dienstaufsicht des Staates unterstellt, was bedeutete, dass der Landrat der Dienstherr wurde. 
Eine kurze Zeit wurde der Orden Englische Fräulein beauftragt, die weiblichen Jugendlichen zu unterrichten. Während des „Kulturkampfes“ wurde den Ordensfrauen diese Tätigkeit untersagt. Der Unterricht wurde von weltlichen Lehrerinnen übernommen. Mit der wachsenden Bevölkerungszahl wurde 1902 die „Knabenschule“ in der Marienstraße gegründet.
1965 errichtete die Stadt die Gutenbergschule auf der Leer.

## Die Entwicklung der Höheren Schule
Für die landwirtschaftliche und handwerkliche Struktur Dieburgs genügte zunächst die Volksschule. Zur Studienvorbereitung suchte man Privatschulen außerhalb des Ortes auf. 
1869 eröffnete der Mainzer Bischof Wilhelm Emmanuel von Ketteler das Knabenkonvikt, bekannt auch als Bischöfliches Konvikt, eine katholische Privatschule für die Schulgeld zu entrichten war. Die Standortwahl fiel unter anderem auf Dieburg, weil das Adelsgeschlecht Groschlag dem Bischof das Grundstück „preisgünstig“ überlassen hatte. Der Stadtvorstand Dieburg unterstützte dieses Vorhaben. Hier sollte Jungen der Zugang zum Studium bzw. dem geistlichen Beruf ermöglicht werden. Auch externe Schüler wurden aufgenommen. Im Zuge des Kulturkampfes musste die Schule 1876 geschlossen werden.
Nach dem Kulturkampf errichtete die Stadt 1889 in den Parterreräumen des Knabenkonvikts die „erweiterte Volksschule“, die im Jahre 1895 den Namen „Höhere Bürgerschule Dieburg“ erhielt. Auch eine Höhere Mädchenschule existierte in Dieburg als Privatschule von 1900 bis 1917. 
1908 wurde in unmittelbarer Nähe des Konvikts in der Goethestraße ein neues Schulgebäude eingeweiht. Im Jahre 1914 wurde die Konviktsschule den anderen siebenklassigen hessischen Schulen gleichgestellt und vom Staat übernommen. Sie erhielt den Namen „Großherzogliche Realschule und Progymnasium“. 
1924 wurde die Schule zu einer neunklassigen Vollschule ausgebaut und erhielt den Namen „Hessische Oberschule und Gymnasium“. 1926 wurde das erste Abitur abgenommen. 1937 wurde der Name erneut geändert und zwar in „Deutsche Oberschule für Jungen“. Nach dem Krieg ging man an einen zügigen Aufbau und nannte diese Schule „Realgymnasium und Gymnasium“, bis man im Jahre 1955/56 den Namen „Goetheschule, Gymnasium und altsprachliches Gymnasium für den Landkreis Dieburg“ gab. 
Mit dem „Bildungsnotstand“ wurde zu Beginn der 1970er Jahre auf der Leer die „Gymnasiale Oberstufen Schule Dieburg“ erbaut. Diese wurde später in „Alfred-Delp-Schule“ umbenannt. In dieser Schule werden die Schüler in den Kursen der 11. bis 13. unterrichtet und somit auf das Abitur vorbereitet.

## Historische Quellen
Quellen zur Bildungsgeschichte Dieburgs finden sich im Hessischen Staatsarchiv Darmstadt. Dort werden Unterlagen zu verschiedenen Dieburger Schulen archiviert, namentlich der Alfred-Delp-Schule (Bestand H 54 Dieburg A), der Landrat Gruber Schule (Bestand H 54 Dieburg B) sowie die Goetheschule (Bestand H 54 Dieburg C). Ebenfalls im Staatsarchiv liegt der bis in das Jahr 1868 zurückreichende Bestand des Gymnasiums Dieburg (G 53 Dieburg). Die Bestände sind komplett erschlossen und online recherchierbar.